# Samfundet til Udgivelse af Dansk Musik
Samfundet til udgivelse af dansk musik – senere kaldet Edition SAMFUNDET og nu Edition S – blev stiftet i 1871 som et privat, ukommercielt foretagende, der skulle sikre den danske kulturhistories væsentlige værker en fremtid i trykt form.
Siden stiftelsen har Edition S imidlertid udviklet sig til at være et af de førende danske forlag, der – sin støtte fra Statens Musikråd til trods – fungerer som privat forlag med et af de vægtigste kataloger af solo-, kammer-, kor- og orkestermusik.

## Eksterne links
Edition S
 Der er for få eller ingen kildehenvisninger i denne artikel, hvilket er et problem. Du kan hjælpe ved at angive troværdige kilder til de påstande, som fremføres i artiklen.